# Atanasio Caldas
Atanasio Caldas fue un sacerdote y político peruano. 
Fue miembro del Congreso General Constituyente de 1827 por el departamento de Lima. Dicho congreso constituyente fue el que elaboró la segunda constitución política del país. Luego, en los años 1830, fue cura de Huaura.